# Euscelidia natalensis
Euscelidia natalensis är en tvåvingeart som beskrevs av Dikow 2003. Euscelidia natalensis ingår i släktet Euscelidia och familjen rovflugor. Inga underarter finns listade i Catalogue of Life.